# Vanda Shrenger Weiss
Pour les articles homonymes, voir Weiss.
Vanda Shrenger Weiss, née en 1892 à Pakrac, Croatie, et morte le 28 mars 1968 à Berkeley, est une pédiatre et psychanalyste italienne d'origine croate. Elle participe à la refondation de la Société psychanalytique italienne par Edoardo Weiss en 1932 puis, après son exil aux États-Unis, est membre fondateur du premier groupe jungien américain en 1945.

## Biographie
Vanda Shrenger Weiss naît à Pakrac, ville alors située dans l'empire autrichien et actuellement rattachée au comitat de Požega-Slavonie croatien, dans une famille aux origines juives. Elle fait ses études de médecine à Vienne, où elle bénéficie d'une bourse, et elle obtient son doctorat en médecine en 1917, devenant la deuxième femme diplômée en médecine de l'université de Vienne. C'est là qu'elle rencontre Edoardo Weiss, qu'elle épouse le 17 mai 1917. Ils suivent les cours donnés par Freud à l'université viennoise. Durant la guerre, alors qu'Edoardo est envoyé au front comme médecin militaire, elle se réfugie à Pakrac, où naît leur premier enfant, Emilio. En 1919, le couple s'installe à Trieste, ville d'origine d'Edoardo, redevenue italienne après la guerre. Vanda Shrenger Weiss travaille comme pédiatre, sans doute la première psychanalyste italienne spécialisée en psychologie de l'enfant et les questions ayant trait à l'éducation. Lorsque Edoardo Weiss démissionne de l'hôpital, en désaccord avec les exigences du nouveau pouvoir fasciste, il est prêt à s'exiler aux États-Unis mais Vanda Shrenger Weiss résiste à ce projet, et le persuade de ne pas quitter l'Italie où elle estime que la psychanalyse peut se développer, soutenue en cela par Freud, qui exhorte Weiss à rester en Italie. Cependant, leur vie à Trieste devient compliquée à la fois sur le plan professionnel et pour Vanda Shrenger Weiss, de la montée du nationalisme et de campagnes de xénophobie anti-slave, menaces qui décident les Weiss à s'installer à Rome, où les perspectives professionnelles et psychanalytiques semblent meilleures, en 1931. 
Dès 1932, Edoardo Weiss, entouré d'un petit groupe, refonde la Société psychanalytique italienne, créée en 1925 par Marco Levi Bianchini. Vanda Shrenger fait partie de ce groupe de refondateurs, devenant « la première femme de la psychanalyse italienne ». La Société et la revue de psychanalyse créée par Edoardo Weiss sont domiciliées chez eux, et elle est très impliquée dans les activités scientifiques et institutionnelles. Ainsi, en 1932, elle fait partie de la délégation de cinq membres de la SPI au 12e congrès de l'Association psychanalytique internationale à Wiesbaden. En octobre 1932, elle donne un séminaire au sein de la société italienne, intitulé « Réalité et fantasme », qui donne lieu à une publication dans la Revista italiana de psicoanalisi la même année, sous l'intitulé « La realtà nella fantasia ». Elle participe aux conférences scientifiques par des contributions ou comme discutante. Elle reste en relation avec Paul Federn, Ernest Jones et Freud. Elle travaille comme médecin, et complète les revenus familiaux en faisant des traductions pour Sante De Sanctis, alors directeur de l'institut de psychologie de la faculté de médecine de Rome. Elle traduit notamment en italien un article du psychanalyste suisse Heinrich Meng (de) en 1932, et travaille comme radiologue dans une clinique. Elle commence à pratiquer comme psychanalyste, et, n'ayant jamais été psychanalysée, elle fait sa première analyse sous la conduite du psychanalyste jungien Ernst Bernhard de février 1937 à mars 1939.  
Les lois raciales fascistes promulguées en 1938 compromettent la sécurité des Weiss. Le 2 octobre 1939, Vanda Weiss et son second fils rejoignent aux États-Unis Edoardo et leur fils aîné, déjà émigrés. Ils ont obtenu un visa grâce à l'affidavit des psychanalystes américains Franz Alexander et d'Abraham A. Brill, La famille croate de Vanda Weiss, à Pakrac, est déportée par les Oustachis, en décembre 1941 et disparaît dans les camps ; seule sa nièce Marianna, alors âgée de deux semaines, survit, et rejoint en 1951 aux États-Unis la famille Weiss qui l'adopte. En 1939, les Weiss s'installent à Topeka, dans le Kansas, où Edoardo Weiss travaille à la Menninger Clinic. Grâce à son diplôme de médecin, Vanda Shrenger Weiss obtient l'autorisation d'exercer comme psychothérapeute et elle travaille à Topeka. Le 16 juin 1940, elle présente une contribution à la société psychanalytique de Topeka, « Analysis of a case of Erythrophobia ». Elle exerce ensuite à Chicago à partir de 1942, mais s'éloigne dès 1940 de la psychanalyse freudienne. Il semble que l'éloignement de son épouse à l'égard du freudisme orthodoxe ait valu des critiques à Edoardo, dont l'intérêt préalable pour les idées jungiennes disparaît totalement, et qui participe quant à lui à la Société psychanalytique de Chicago dirigée par Franz Alexander. Vanda Weiss pour sa part, incapable de supporter le climat de la région de Chicago, s'installe progressivement, durant les années 1940 en Californie, où elle achète une maison en 1949, à Berkeley. Elle se rapproche tout à fait de la psychologie analytique, et est membre fondateur du premier groupe jungien américain, l'Association of Analytical Clinical Psychologists, à San Francisco en 1945, quittant ainsi définitivement le freudisme. Dès 1953, elle vit en Californie l'année entière avec leur fille Marianna, à l'exception des vacances d'hiver qu'elle passe à Chicago, tandis qu'Edoardo Weiss passe l'été en Californie.
Elle est très impliquée dans les activités de l'Institut jungien de San Francisco, durant une douzaine d'années, jusqu'à sa maladie puis sa mort en 1968, et présente de nombreuses communications, souvent non publiées, notamment « An example of individuation », discutée le 28 avril 1959, lors d'une journée d'étude jungienne à San Francisco, un compte rendu de lecture du livre Sex and character d'Otto Weininger, ou encore, en 1962, une étude du film La Dolce Vita, de Federico Fellini.